# Jorge Reyna
Jorge Reyna (* 10. Januar 1963) ist ein ehemaliger kubanischer Dreispringer.
Bei den Zentralamerika- und Karibikspielen 1982 gewann er Bronze. 1983 siegte er bei den Leichtathletik-Zentralamerika- und Karibikmeisterschaften und bei den Panamerikanischen Spielen in Caracas. 1986 holte er Silber bei den Iberoamerikanischen Leichtathletikmeisterschaften, und 1987 wurde er Sechster bei den Panamerikanischen Spielen in Indianapolis.
1989 gewann er Silber bei den Leichtathletik-Hallenweltmeisterschaften in Budapest, siegte bei den Zentralamerika- und Karibikmeisterschaften und wurde Siebter beim Leichtathletik-Weltcup in Barcelona.

## Persönliche Bestleistungen
- Dreisprung: 17,48 m, 27. Februar 1987, Santiago de Cuba
  - Halle: 17,41 m, 4. März 1989, Budapest (ehemaliger kubanischer Rekord)